# Chelonistele
Chelonistele é um género botânico pertencente à família das orquídeas (Orchidaceae).

## Descrição
São plantas com caules espessados, comparativamente curtos, formando pseudobulbos que duram alguns anos, com uma ou duas folhas plicadas ou não; inflorescência com brácteas florais caducas apresentando de uma a muitas flores de labelo grandemente livre da coluna, sem esporão, dividido em hipoquilo sacado e epiquilo bilobado com duas carenas paralelas, ocasionalmente muito reduzido e coluna largamente espatulada na estremidade. Ou quando o labelo não é claramente dividido mas plano com epiquilo trilobado, então inflorescência com brácteas florais caducas, de flores que medem no máximo 3 cm, quando multiflora, com flores simultâneas, com pétalas muito mais estreitas que as sépalas; se com labelo trilobado então os lobos não se estendem até a base mas iniciam repentinamente longe da base, se labelo inteiro então sem margens eretas, quando há carenas estas são inteiras, glabras e regulares e a coluna é amplamente espatulada na estremidade.

## Espécies
1. Chelonistele amplissima (Ames & C.Schweinf.) Carr, Gard. Bull. Straits Settlem. 8: 218 (1935).
2. Chelonistele brevilamellata (J.J.Sm.) Carr, Gard. Bull. Straits Settlem. 8: 217 (1935).
3. Chelonistele dentifera de Vogel, Blumea 30: 203 (1984).
4. Chelonistele ingloria (J.J.Sm.) Carr, Gard. Bull. Straits Settlem. 8: 217 (1935).
5. Chelonistele kinabaluensis (Rolfe) de Vogel, Blumea 30: 203 (1984).
6. Chelonistele laetitia-reginae de Vogel, Blumea 41: 23 (1996).
7. Chelonistele lamellulifera Carr, Gard. Bull. Straits Settlem. 8: 78 (1935).
8. Chelonistele lurida Pfitzer in H.G.A.Engler (ed.), Pflanzenr., IV, 50 II B 7: 138 (1907).
9. Chelonistele ramentacea J.J.Wood, Kew Bull. 39: 80 (1984).
10. Chelonistele richardsii Carr, Gard. Bull. Straits Settlem. 8: 79 (1935).
11. Chelonistele sulphurea (Blume) Pfitzer in H.G.A.Engler (ed.), Pflanzenr., IV, 50 II B 7: 137 (1907).
12. Chelonistele unguiculata Carr, Gard. Bull. Straits Settlem. 8: 77 (1935).